# Nicola Mancino
Nicola Mancino (ur. 15 października 1931 w Montefalcione) – włoski polityk, prawnik i publicysta, były minister spraw wewnętrznych i przewodniczący Senatu, wieloletni parlamentarzysta, prezydent Kampanii.

## Życiorys
Z wykształcenia prawnik. Działalność polityczną rozpoczął w ramach Chrześcijańskiej Demokracji. Awansował w strukturze partyjnej, dochodząc do stanowiska przewodniczącego DC w regionie Kampania. W październiku 1971 do września 1972 i ponownie od sierpnia 1975 do sierpnia 1976 sprawował urząd prezydenta Kampanii.
Od 1976 do 2006 w każdych kolejnych wyborach był wybierany do Senatu VII, VIII, IX, X, XI, XII, XIII, XIV i XV kadencji. Z mandatu zrezygnował w trakcie XI kadencji w 1992, kiedy to powołano go na urząd ministra spraw wewnętrznych. Resortem tym kierował w rządach Carla Azeglia Ciampiego i Giuliana Amato od 28 czerwca 1992 do 10 maja 1994.
Po rozwiązaniu chadecji przystąpił do powstałej w oparciu o jej struktury Włoskiej Partii Ludowej. W latach 1996–2001 z rekomendacji Drzewa Oliwnego pełnił funkcję przewodniczącego Senatu XIII kadencji. W 2002 został członkiem utworzonej m.in. na bazie PPI partii Margherita. W 2006 uzyskał po raz dziewiąty z rzędu mandat senatora, jednak dwa miesiące po wyborach zrezygnował z zasiadania w parlamencie. 1 sierpnia tego samego roku został wiceprzewodniczącym Najwyższej Rady Sądownictwa (Consiglio Superiore della Magistratura), organu zajmującego się ochroną autonomii i niezależności sądownictwa od innych władz.

## Odznaczenia
- Cavaliere di Gran Croce Orderu Zasługi Republiki Włoskiej – 2008[3]
- Krzyż Wielki Orderu Zasługi Rzeczypospolitej Polskiej – 1997, Polska[4]